# Placa euroasiática

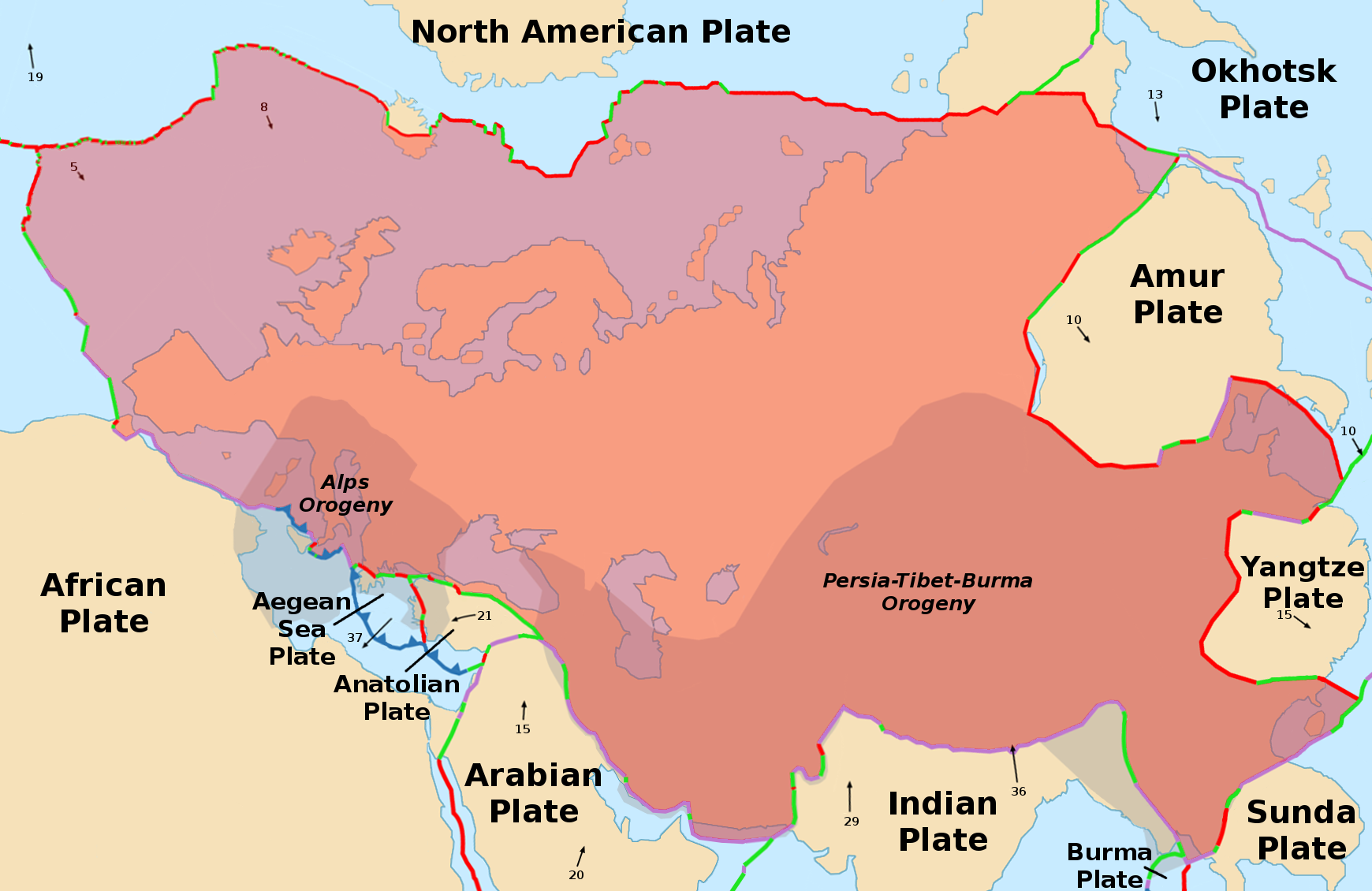
Mapa

La placa euroasiática o placa eurasiática es una placa tectónica continental que abarca Eurasia (Europa y Asia), exceptuando el subcontinente indio (India), Arabia y parte de Siberia al oriente de la cordillera Verjoyansk. También incluye la parte oriental del océano Atlántico Norte hasta la dorsal Mesoatlántica, totalizando un territorio de unos 67 800 000 km². Las placas con las que limita son:
- Al norte la norteamericana.
- Al sur la africana, la arábiga y la indoaustraliana.
- Al este la placa pacífica, la placa filipina, la de Ojotsk y la de Amuria.
- Al oeste tiene un borde divergente con la placa norteamericana, que da origen a la dorsal atlántica.

Es la 3° placa tectónica más extensa del mundo con la extensión de 67,8 millones de kilómetros² ya mencionada. Esta tiene un movimiento de 2,8 centímetros hacia el noroeste.